# Jaroslav Konečný (voják)
Jaroslav Konečný (4. ledna 1891, Kylešovice u Opavy – 20. ledna 1943, Berlín, Věznice Plötzensee) byl příslušníkem československých legií v Rusku. Po návratu z Vladivostoku (jako voják z povolání) prošel mnoha velitelskými funkcemi v prvorepublikové československé armádě. Po vypuknutí druhé světové války zůstal plukovník pěchoty Jaroslav Konečný v Protektorátu Čechy a Morava a zapojil se do činnosti ilegální (vojenské) odbojové organizace Obrany národa (ON). Zde fungoval jako spoluorganizátor Krajského velitelství ON – západní Čechy a později jako spolupracovník Oblastního velitelství ON – Velká Praha. Gestapo jej zatklo 25. července 1941, zpočátku byl vězněn v Praze na Pankráci, ale v létě roku 1942 byl převezen do Drážďan. Odtud putoval 3. října 1942 do berlínské věznice Alt Moabit. Při soudním přelíčení 8. října 1942 před berlínským lidovým soudem (Volksgericht) byl společně s plukovníkem generálního štábu Jaroslavem Lisým odsouzen za velezradu a zemězradu k trestu smrti. Po procesu byl převezen do věznice v Berlíně-Plötzensee, kde byl 20. ledna 1943 ve večerních hodinách popraven gilotinou. V roce 1947 byl posmrtně povýšen do hodnosti brigádního generála.

## Životopis

### Mládí a studia (1891–1914)
Jaroslav Konečný se narodil 4. ledna 1891 v obci Kylešovice, která sousedila s předměstím slezské Opavy v rodině tesaře Tomáše Konečného a Juliany Konečné. Byl jedním z osmi jejich dětí. Po dokončení obecné školy absolvoval v letech 1903–1911 české gymnázium v Opavě. Na podzim roku 1911 zahájil studium práv na právnické fakultě Karlo-Ferdinandovy univerzity v Praze. Plných pět semestrů studia práv absolvoval do roku 1913 a svoji první státní zkoušku složil úspěšně 9. dubna 1913. Jako jednoroční dobrovolník nastoupil (1. října 1913) k pěšímu pluku č. 19 v městečku Tolmein.  Po absolvování základního vojenského výcviku nastoupil Jaroslav Konečný (na jaře 1914) do školy pro důstojníky pěchoty v záloze, kterou zakončil úspěšným složením důstojnických zkoušek.

### V první světové válce, v zajetí a v legiích (1914–1920)

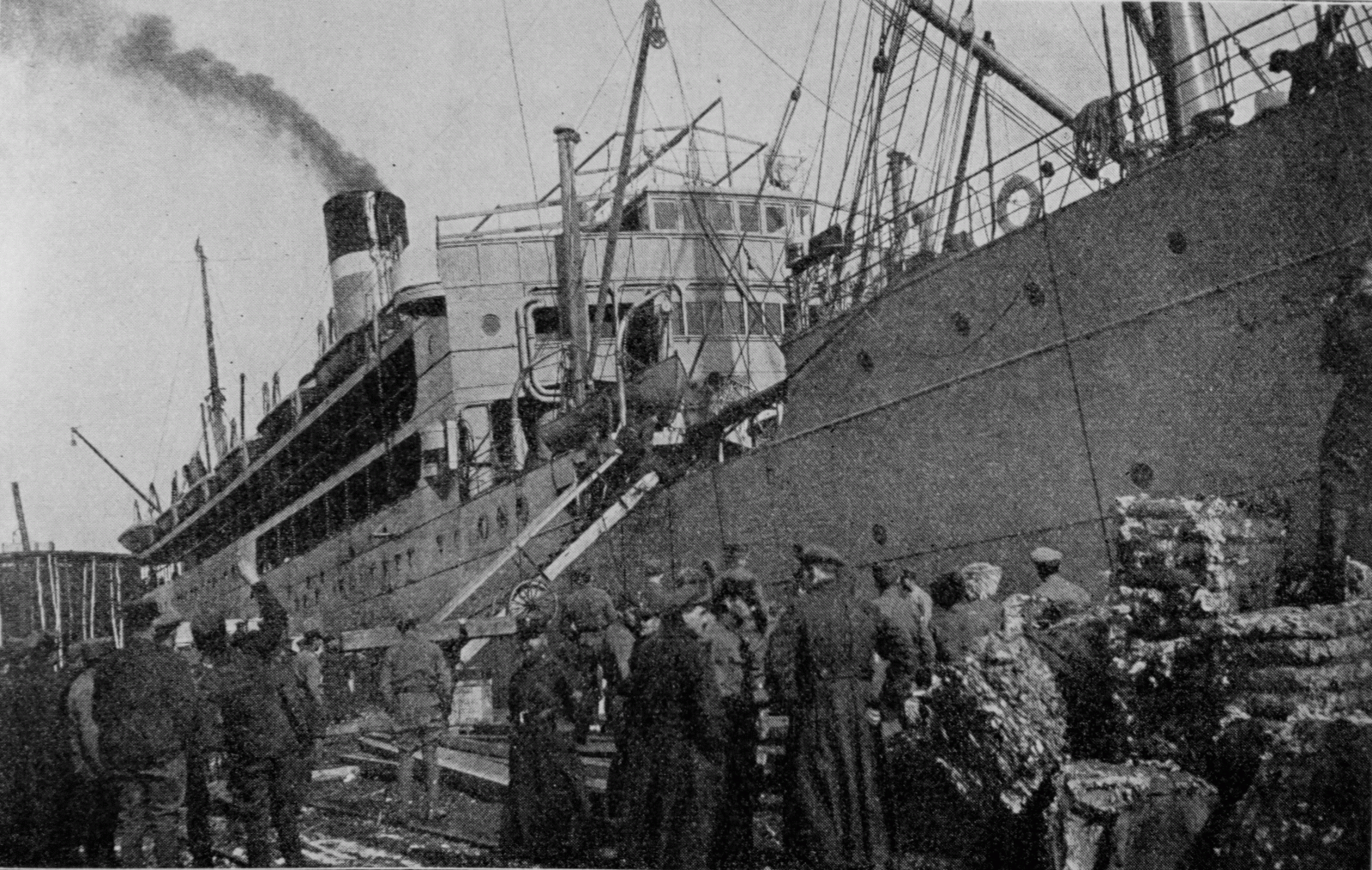
Americká transportní loď Madawaska

Po vypuknutí první světové války byl Jaroslav Konečný odvelen se svým plukem na ruskou frontu, kde již 8. září 1914 (v polském Lublinu) přeběhl k Rusům, byl zajat a až do počátku července roku 1916 pak byl internován v ruských zajateckých táborech. Dne 23. října 1915 (Tjumeň) si Jaroslav Konečný podal žádost do nově se tvořících československých legií. Dne 10. července 1916 byl Jaroslav Konečný v Kyjevě krátce zařazen do stavu nově se tvořícího 1. československého střeleckého pluku.  O měsíc později byl natrvalo odvelen k další nově se tvořící vojenské jednotce – ke 2. československému střeleckému pluku. U tohoto pluku sloužil Jaroslav Konečný téměř čtyři roky (od 19. srpna 1916 do 25. dubna 1920). Na jaře roku 1917 absolvoval Jaroslav Konečný poddůstojnický kurs, ale i kulometný kurs při štábu Československé brigády. Po skončení těchto kurzů působil jako vojenský instruktor. Přes velitele čety se postupně propracoval až na velitele roty plukovního kulometného oddílu. V květnu 1917 se vydal do Kyjeva na služební cestu. Při srážce tramvají, ke které došlo 18. května 1917 utrpěl Jaroslav Konečný poranění obou nohou a tento těžký úraz si vyžádal jeho hospitalizaci v nemocnici. V době ústupu z Ukrajiny a následného konfliktu s bolševiky se Jaroslav Konečný spolu se svým plukem zúčastnil všech významných bojů. Jednalo se nejen o tvrdé střety se sovětskými jednotkami při obsazování města Kurgam, kde Jaroslav Konečný plnil funkci zatímního velitele kulometného oddílu Maxim  ale také o těžké boje při obsazování města Myškin (z června roku 1918). Jaroslav Konečný se také účastnil v bojích u Syrjostanu a Zlatousta. Dne 8. června 1918 byl Jaroslav Konečný na jedné ze zastávek (železniční stanici Tatarskaja) jmenován velitelem kulometného oddílu obrněného vlaku. Soustavně projevovaná statečnost v bojích se promítla i do jeho povyšování. Dne 20. srpna 1919 byl povýšen do hodnosti kapitána ruských legií. V pátek dne 12. března 1920 se kapitán Jaroslav Konečný (společně s ostatními) nalodil v přístavu Vladivostok na americkou loď Madawaska a s tímto lodním transportem číslo 19/2 se (přes Singapur) vrátil do vlasti. 

### Vojenská kariéra v prvorepublikové armádě (1920–1938)

#### Roky 1920 až 1923
Jaroslav Konečný se do rodného domu vrátil 25. dubna 1920. Po krátké repatriační dovolené zůstal v činné službě u svého útvaru – pěšího pluku 2 dislokovaného v severočeských Litoměřicích. Tady zastával nejprve funkci velitele kulometné roty, později se stal zatímním velitelem téhož praporu. Jaroslav Konečný si jako svoji profesi zvolil dráhu vojáka z povolání. Jako důstojník z povolání byl aktivován 24. července 1920 a ještě téhož roku (11. srpna 1920) nastoupil svoji aktivní službu v Praze, kde začal působit na pozici zpravodaje disciplinárního výboru č. 3 Přibližně za týden (19. srpna 1920) však byl povolán do III. kursu školy generálního štábu. Po pětitýdenním soustředění v Milovicích se stal v listopadu téhož roku (3. listopadu 1920) frekventantem kurzu, který se konal v Praze na Pohořelci. Po jeho skončení byl povolán do II. ročníku čerstvě zřízené Válečné školy v Praze. Tady studoval v období od 3. listopadu 1921 do konce srpna (29. srpna 1922) roku 1922. (Během studia na Válečné škole byl Jaroslav Konečný 2. prosince 1921 povýšen do hodnosti štábního kapitána.) Dne 30. srpna 1922 se stal jedním z důstojníků generálního štábu československé armády. V období od 20. září 1922 do 31. října 1923 působil Jaroslav Konečný u Ministerstva národní obrany (MNO) – hlavního štábu ve funkci přiděleného důstojníka 1. oddělení. (Během tohoto funkčního období byl 28. června 1923 povýšen do hodnosti majora.)

#### Roky 1923 až 1939
Léta 1923 až 1939 znamenala pro Jaroslava Konečného časté změny působišť v posádkách a střídání funkcí v prvorepublikové československé armádě:
- Dne 1. listopadu 1923 byl major Jaroslav Konečný přeložen z Prahy do slovenského Lučence, do tzv. malých pěších kasáren. Zde se stal velitelem praporu pěšího pluku 25.[2]
- Po necelém roce působení v Lučenci byl odeslán do Ružomberku. Zde se stal náčelníkem štábu 1. horské pěší brigády, která podléhala Zemskému vojenskému velitelství na Slovensku. V této funkci působil Jaroslav Konečný od 1. října 1924 do 14. září 1925. (V mezidobí od 30. června 1925 do 2. srpna 1925 velel kurzu záložních důstojníků (profesorů a učitelů) v Turčianském Sv. Martině.)[2]
- Více než dva roky (v době od 15. září 1925 do 29. prosince 1927) působil Jaroslav Konečný jako náčelník štábu u velitelství místní 12. divize v Užhorodě (Tato jednotka podléhala Zemskému vojenskému velitelství pro Podkarpatskou Rus.) Ještě před skončením svého působení v Užhorodě byl (14. prosince 1927) Jaroslav Konečný povýšen do hodnosti podplukovníka.[2]
- Do činné služby u Zemského vojenského velitelství (ZVV) v Bratislavě se Jaroslav Konečný hlásil dnem 30. prosince 1927 a to zpočátku jako podnáčelník štábu ale později pak (od 15. listopadu 1929) již jako náčelník štábu ZVV.[2]
- Bratislavu vystřídal po dvou letech východoslovenský Sabinov. Tady zastával (od 30. září 1930 do 30. července 1931) funkci zatímního velitele místního horského praporu 10 v Sabinově. (Během zdejšího působení byl Jaroslav Konečný dnem 31. března 1931 přeložen do skupiny důstojníků pěchoty.)[2]
- Následovala slovenská Žilina. V období od 31. července 1931 do 14. února 1933 zastupoval podplukovník pěchoty Jaroslav Konečný velitele zdejšího pěšího pluku 41, krátce (od 15. října 1931 do 28. července 1932) dokonce tomuto pluku sám velel jako jeho zatímní velitel.[2]
- Dne 15. února 1933 se stal v Milovicích velitelem instrukčního praporu.[2]
- Dnem 1. ledna 1934 byl povýšen do hodnosti plukovníka.[2]
- V období od 15. října 1935 až do 2. ledna 1938 velel košickému pěšímu pluku 14.[2]
- Další kariérní postup zahájil plukovník Jaroslav Konečný absolvováním "Kursu pro vyšší velitele" v Praze (od 3. ledna 1938 do 30. června 1938). Kurs pro vyšší velitele byl vojenský vzdělávací ústav dislokovaný v budově Válečné školy v Praze. Velitelem tohoto kurzu byl divizní generál František Hrabčík.
- Po absolvování kurzu nastoupil službu jako přidělený důstojník u velitelství VI. sboru v Košicích. Sídlo velitelství bylo umístěno v budově Vojenského zemského velitelství v Košicích. Jaroslav Konečný zde působil až do 14. září 1938.[2]

#### Mobilizace, Mnichov, protektorát (1938–1939)
Plukovník pěchoty Jaroslav Konečný byl v polovině září roku 1938 převelen do Plzně, kde se stal velitelem posádkového velitelství. Tuto funkci vykonával od 15. září 1938 do 14. února 1939. Od poloviny února 1939 byl převelen opět na Slovensko do své funkce velitele pěšího pluku 14, který byl redislokován a sídlil v Krompachách. Za branné pohotovosti státu (na podzim roku 1938) stál Jaroslav Konečný společně s náčelníkem generálního štábu majorem Navrátilem v čele Velitelství okrsku Plzeň-Nýřany. Toto velitelství bylo součástí tzv. Zápolní armády, přímo podléhalo Velitelství I. sborové oblasti a bylo podřízeno Ministerstvu národní obrany v Praze v čele s armádním generálem Janem Syrovým. Po vzniku samostatného Slovenska (14. března 1939) se Jaroslav Konečný definitivně vrátil do Čech.

### V odboji, Obrana národa

#### Začátky v západočeské odbočce ON
Po příjezdu do Plzně se Jaroslav Konečný zapojil do odbojové činnosti společně s bývalým plukovníkem dělostřelectva Janem Vlachým.  Jan Vlachý stál v té době v čele krajského velitelství Obrany národa (ON) – západní Čechy.  Plukovník Jaroslav Konečný se podílel na budování ilegální organizační sítě. Západočeská odbočka Obrany národa patřila k významným ilegálním protiněmeckým organizacím na západě Čech, do protinacistického hnutí se zde zapojilo kolem stovky bývalých příslušníků československé armády včetně civilistů. Základ organizace tvořili především demobilizovaní důstojníci. Západočeská odbočka Obrany národa byla vybudována z podnětu podplukovníka Josefa Balabána, plukovníka dělostřelectva Jana Vlachého a plukovníka Karla Dubovského. Ti vytvořili (již na jaře roku 1939) velitelství divize. Postupně ustavili čtyři okresní velitelství – pluky (Plzeň-východ, Plzeň-západ, Klatovy a Domažlice) a dva prapory (Rokycany a Klatovy).

#### Náplň ilegální činnosti západočeské odbočky ON
Mezi hlavní úkoly západočeské odbočky Obrany národa patřilo zpravodajství. Úkolem členů zdejší Obrany národa bylo především získat kvalifikované informátory a udržovat s nimi kontakt. Jednalo se především o Ing. Jan Placáka a Antonína Emingera z místního závodu Škoda. Cenné informace dodával i JUDr. Eugen Dosoudil a také Ota Weiland z ředitelství dráhy v Plzni. Přenos zpráv a spojení s ústředím byl zajištěn prostřednictvím radiostanice, kterou obsluhovali poručík Karel Roubal, četař Václav Krofta a desátník Robert Parvonič. Členové Obrany národa se také zaměřovali na shromažďování lehkých zbraní, střeliva a trhavin. Plukovník Jaroslav Konečný zde využíval své bohaté vojenské zkušenosti nejen při organizování zpravodajské ale především při sabotážní činnosti. Západočeská odbočka Obrany národa spolupracovala s dalšími místními odbojovými skupinami. V letech 1939 až 1941 v místě, nezávisle na západočeské odbočce ON, působily ještě další skupiny ON. Hlavním úkolem bylo obstarávání výzbroje a zpravodajská služba. Jednu ze skupin ON ustavil poručík Milan Bajer již v srpnu roku 1939 ve škodováckém oddělení kompresorů. Další odbočka ON vznikla v létě roku 1939 pod vedením podplukovníka Čeňka Schmidta. Významnou postavou této ilegální skupiny byl šéf Velké montovny děl Ing. Jan Placák. Ten se také současně aktivně podílel na organizování přechodu letců z Plzeňského aeroklubu do zahraničí. Úkolem této skupiny bylo též udržovat část ukryté výzbroje vyrobené ve Škodovce ještě před okupací.

#### Zatýkání v řadách západočeské odbočky ON
Represivní složky protektorátu v průběhu února 1940 až července 1940 odhalily a zatkly většinu členů západočeské odbočky Obrany národa. Místní odbojové hnutí tak bylo na čas prakticky paralyzováno. Berlínský lidový soud (Volksgerichtshof) následně odsoudil dne 29. října 1942 třináct členů plzeňské ON k trestu smrti. Později bylo popraveno nebo umučeno dalších 27 příslušníků ON z Plzeňska, Domažlicka, Klatovska a Rokycanska. Plzeňské gestapo zatklo i celé velení, včetně plukovníků Jana Vlachého a Karla Dubovského. 

#### Odbojová činnosti v Praze
Jaroslav Konečný unikl tomuto zatýkání jen náhodou a to nejspíše díky tomu, že se přestěhoval z Plzně do Prahy. Po přestěhování do Prahy nastoupil na místo vrchního rady knihovní a archivní služby u Ministerstva školství a osvěty. Zde byl Jaroslav Konečný zaměstnán až do 1. dubna 1941, kdy na vlastní žádost odešel do výslužby. Ještě před odchodem z této funkce jej na jeho pracovišti navštívili jeho známí z pražské Válečné školy, plukovník Jaroslav Vedral a plukovník Čeněk Kudláček. Cílem těchto návštěv bylo získání Jaroslava Konečného pro činnost ve formující se skupině Obrany národa, a to především v oblastním velitelství Velká Praha. Také jeho dávný přítel, bývalý legionář a plukovník pěchoty Tomáš Plch, se významně zasloužil o to, že se plukovník Jaroslav Konečný zapojil do činnosti pražských složek Obrany národa. Plukovník Jaroslav Konečný dále pracoval na ministerstvu. Pod maskou zdánlivě loajálního úředníka se ve skutečnosti skrýval důležitý představitel odboje, jeden z velitelů Obrany národa – skupiny Praha-západ.  Pro velitelské kádry Obrany národa (oblastního velitelství Velká Praha) bývalého divizního generála Bedřicha Homolu a náčelníka jeho štábu plukovníka generálního štábu Jaroslava Lisého se Jaroslav Konečný postupně stával klíčovou osobou.

#### Anděla Krystiánová
Jaroslav Konečný se dne 8. února 1941 oženil se svou (o dvacet let mladší) družkou Andělou (Angelou) Konečnou (rozenou Krystiánovou) (* 30. dubna 1911). Jedním ze svědků na jejich svatbě byl jeho dávný přítel plukovník Tomáš Plch. Manželé Koneční žili ve společné domácnosti v Praze-Vršovicích. 

#### Další vlna zatýkání
Další vlna zatýkání v řadách Obrany národa připravila Jaroslava Konečného o jeho přátele a nejbližší spolupracovníky v odboji. Dne 4. června 1941 byl zatčen jeho přítel plukovník Tomáš Plch. Od manželky bývalého plukovníka Sýkory se Jaroslav Konečný dozvěděl, že ve čtvrtek 10. července 1941 ráno byl zatčen gestapem ve svém dejvickém bytě i jeho dlouholetý přítel plukovník generálního štábu Jaroslav Lisý.

### Zatčení, věznění, obvinění, …

#### Zatčení Jaroslava Konečného
Jaroslav Konečný byl (poté, co gestapo proti němu shromáždilo dostatek důkazního materiálu) zatčen (za přítomnosti manželky) úředníky gestapa 25. července 1941 před sedmou hodinou ranní ve vršovickém bytě na Russischerstraße. Byt byl neprodleně důkladně prohledán a všechny "podezřelé" předměty byly ihned zabaveny. 

#### Zatčení dalších členů ON
V souvislosti se zatčením plukovníka Jaroslava Konečného byli dříve či později zatčeni další spolupracovníci z odbojové organizace ON. (Podplukovník Josef Najnar (* 1896), podplukovník Jan Čermák (* 1907), podplukovník Jaroslav Los (* 1893), podplukovník Jaroslav Maršál (* 1891) a štábní kapitán František Kocián (*1889).) V létě roku 1941 tak odboj utrpěl těžké ztráty. Dramatický nárůst obětí policejního teroru však přinesl až podzim roku 1941 – období označované jako první stanné právo. To souviselo s příchodem Reinharda Heydricha jako zastupujícího říšského protektora do Prahy (27. září 1941) a s jeho cíli:
- potlačit a ochromit sílící protiněmecký odboj,
- zastrašit domácí rezistenci a
- udělat v protektorátu "pořádek".[2]

#### První výslech a věznění na Pankráci
Následující den po svém zatčení (26. července 1941) absolvoval plukovník Jaroslav Konečný svůj první výslech na gestapu. Výslech vedl (za přítomnosti překladatele Hofmanna) vrchní kriminální komisař Krupke. Asistovali mu přitom jeho podřízení Siebert s Hartlem. Plukovník Jaroslav Konečný byl během svého zatčení umístěn v samovazbě ve vazební věznici v Praze na Pankráci.

#### Věznění v Německu
Na začátku léta roku 1942 byl plukovník Jaroslav Konečný převezen z pankrácké věznice do drážďanské vyšetřovací vazby na Georg Bährstrasse 5.   Ještě za pobytu ve vazbě v Drážďanech obdržel dne 21. září 1942 Jaroslav Konečný obsílku ve věci předvolání k hlavnímu přelíčení před lidový soudní dvůr – Volksgerichtshof, které se mělo uskutečnit 8. října 1942. V drážďanské vazební věznici byl Jaroslav Konečný vězněn až do 2. října 1942. Hned následující den (3. října 1942) byl převezen do největší říšské věznice – berlínského Alt Moabit na Turmstrasse.

#### Soudní přelíčení
Soudní přelíčení s bývalým plukovníkem pěchoty Jaroslavem Konečným a jeho spolupracovníky z pražské sekce Obrany národa, bývalým plukovníkem generálního štábu Jaroslavem Lisým a bývalým podplukovníkem generálního štábu Josefem Najnarem  se konalo podle plánu před berlínským lidovým soudním dvorem ve čtvrtek 8. října 1942 dopoledne. Soudnímu tribunálu předsedal prezident 1. senátu lidového soudního dvora Dr. Roland Freisler  Líčení zahájil prokurátor Harzmann, který přečetl jakých "těžkých provinění" proti Říši se obžalovaní dopustili. V obžalobě Harzmann nakonec obvinil všechny tři ze zločinů "velezrady, zemězrady a nadržování nepříteli".

#### Rozsudek
Prezident senátu Dr. Roland Freisler vynesl (za přítomnosti vrchního zemského soudního rady Dr. jur. Großpietsche a dalších předsedajících) konečný rozsudek "Im Namen des Deutschen Volkes" (jménem německého národa):
Die Angeklagten haben im Kriege Hochverrat gegen das Großdeutsche Reich organizatorisch vorbereitet, um Böhmen und Mähren aus ihm herauszureißen und dadurch zugleich den Feind begünstigt. Deshalb werden Lisý und Konečný zum Tode verurteilt und verliren die bürgenlichen Ehrenrechte auf Lebenzeit.
Prezident senátu Dr. Roland Freisler, Závěr rozsudku (německý origánální text), 
Obžalovaní během války připravovali velezradu proti Velkoněmecké říši. Svým jednáním podporovali odtržení Čech a Moravy a zároveň tím napomáhali nepříteli. Proto jsou Lisý a Konečný odsouzeni k trestu smrti a doživotní ztrátě občanských práv.
Prezident senátu Dr. Roland Freisler, Závěr rozsudku (volný překlad z němčiny), 
K trestu smrti byli odsouzeni jak bývalý plukovník generálního štábu Jaroslav Lisý tak i plukovník pěchoty Jaroslav Konečný. Pouze činnost podplukovníka Josefa Najnara byla nacistickým tribunálem vyhodnocena jako méně nebezpečná pro velkoněmeckou Říši a tak byl v tomto procesu odsouzen k osmi letům vězení spojených (na stejnou dobu) se ztrátou všech občanských práv.

#### Ve věznici Plötzensee
Následující den (pátek 9. října 1942) po rozsudku byl Jaroslav Konečný spolu s Jaroslavem Lisým převezeni do berlínské věznice Plötzensee. Pobyt za mřížemi se negativně podepisoval na zdravotním stavu Jaroslava Konečného. Kdysi vitální chlapík, se před očima rychle měnil v ubohou lidskou trosku. Koncem roku 1942 se plukovník Jaroslav Konečný snažil využít poslední možnost změnit rozhodnutí nacistické justice. Prostřednictvím svého advokáta zaslal říšskému ministru spravedlnosti žádost o milost. Ve stejné věci se obrátila na německé úřady i jeho manželka Anděla Konečná, ale ani jedna z žádostí nebyla vyslyšena.

#### Německá úřední mašinérie
Veškerá činnost německých úřadů probíhala v souladu s precizním německým plánováním. Nacistická byrokracie postupovala stejně příkladně i v případě plukovníka Jaroslava Konečného a jeho přítele plukovníka Jaroslava Lisého. Do evidenční knihy byl zapsán i plánovaný termín popravy, včetně jejího pořadového čísla a data. Nacistická tisková služba Pressevermerk obdržela také krátký text, který měl být otištěn na červených letácích. Ty byly později zveřejněny v Praze, v místě bydlišť Jaroslava Konečného a Jaroslava Lisého. Ráno, ve středu 20. ledna 1943, se plukovník Jaroslav Konečný dozvěděl, že jeho podaná žádost o milost byla definitivně zamítnuta a večer bude předveden před říšského kata Wilhelma Röttgera.

#### Poprava
Jaroslav Konečný byl popraven gilotinou 20. ledna 1943 ve 20.12. Dle dochovaných svědectví byl před popravou v hrozném zdravotním stavu: vážil jen 54 kilogramů a byl téměř slepý. Přesto se choval hrdě a statečně.

### Po druhé světové válce
V roce 1947 byl (in memoriam) povýšen do hodnosti brigádního generála.

## Vyznamenání
- Československý válečný kříž 1914–1918[4]
- Dne 30. července 1919[2] obdržel československý řád Milana Rastislava Štefánika Sokol s meči[4]
- V roce 1920[2] obdržel Československou revoluční medaili[4]
- V roce 1920[2] obdržel Československou medaili Vítězství[4]
- Po osvobození Československé republiky obdržel (in memoriam) Československý válečný kříž 1939.[2][4]

## Pomník důstojníků generálního štábu, obětí z let 1939–1945

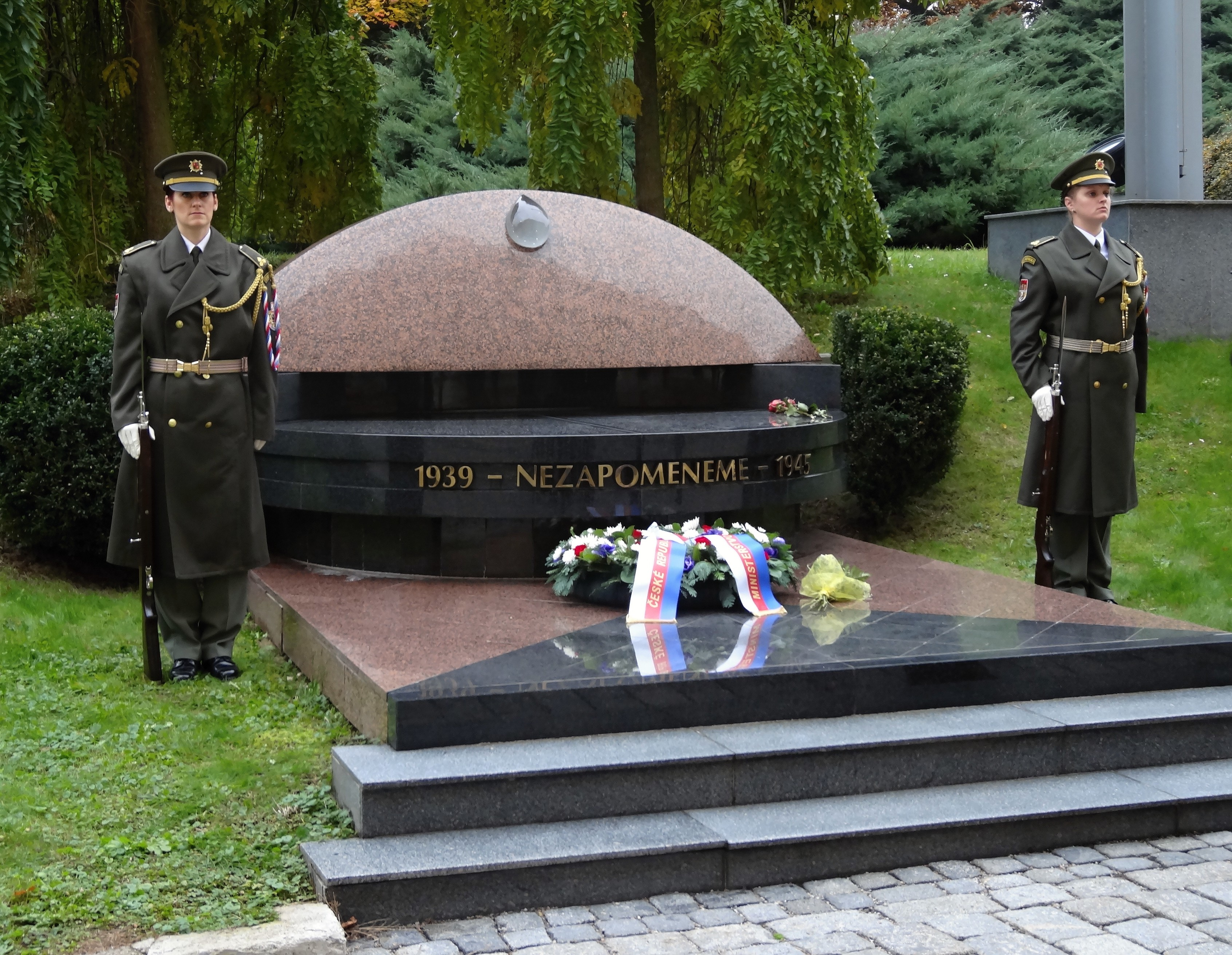
Pomník důstojníků GŠ
(obětí z let 1939 - 1945)

Pomník padlým a popraveným absolventům Vysoké školy válečné před sídlem Ministerstva obrany ČR (Tychonova 270/2 Praha 6; GPS souřadnice: 50°05′40″ s. š., 14°24′03″ v. d. ) se nachází na prostranství uvnitř objektu MO (není veřejně přístupný). Pomník byl slavnostně odhalen 11. listopadu 2004 a jeho autorem je akademický sochař Peter Nižňanský. V textu je uvedeno: "PAMÁTCE DŮSTOJNÍKŮ GENERÁLNÍHO ŠTÁBU, ABSOLVENTŮ VYSOKÉ ŠKOLY VÁLEČNÉ, KTEŘÍ POLOŽILI SVÉ ŽIVOTY V LETECH 1939-1945", následuje výpis jmen .... BRIG.GEN. JAROSLAV KONEČNÝ 1891-1943 ....

## Pamětní deska
20. ledna 2023, na výročí 80 let od popravení Jaroslava Konečného nacisty, byla na budově Základní školy v Opavě-Kylešovicích odhalena pamětní deska. Profil vojáka je na pamětní desce doplněn o ostří gilotiny, která připomíná, jak byl rozsudek smrti vykonán. Doposud se neví, kde je tělo Jaroslava Konečného pohřbeno, proto je pamětní deska také pietním místem.